# Ladelund koncentrationslejr
 For alternative betydninger, se Ladelund (flertydig). (Se også artikler, som begynder med Ladelund)
Ladelund koncentrationslejr, tysk: KZ-Außenlager Ladelund, var en arbejdslejr og fra efteråret 1944 en nazistisk koncentrationslejr lige syd for den dansk-tyske grænse ved byen Ladelund i Sydslesvig, 20 km. nordøst for Nibøl. Den fungerede som filiallejr af Neuengamme koncentrationslejr.
I 1938 havde den tyske rigsarbejdstjeneste oprettet en arbejdslejr i Ladelund for 250 unge mænd, som var beskæftiget med dræning, kultivering, skovarbejde og anlæg af veje. Betonvejen også kaldt "Panservejen", der løber parallelt med den danske grænse, blev bygget af de unge mænd. Den er 34 km fra Sønder Løgum i vest til Flensborg i øst. Arbejdslejren var ikke indhegnet og ikke bevogtet.
Fangelejren blev oprettet i november 1944 som udekommando af kz-lejren i Hamborg-Neuengamme. Formålet var at bygge Friservolden ved vestkysten. Friservolden var en del af nazisternes atlantvold. En tilsvarende lejr fandtes i Svesing ved Husum.
For at udføre arbejdet blev cirka 2.000 kz-fanger udstationeret fra Neuengamme. De blev deporteret i kreaturvogne til jernbanestationen i Agtrup, hvorfra de måtte gå de sidste otte kilometer til lejren i Ladelund. Arbejdet bestod blandt andet i at udgrave fem meter dybe pansergrave med parallelle løbegrave og artilleristillinger. Fangerne var klassificeret som politiske fanger. Blandt dem fandtes modstandsfolk og tvangsarbejdere fra flere europæiske lande. Den største gruppe udgjorde ca. 600 nederlændere. Danske fanger fandtes ikke. Lejren var indhegnet med pigtråd og bestod af flere barakker, appelplads og fire vagttårne. Barakkerne var cirka 50 meter lange og cirka otte til 10 meter bredde og var uden opvarmning. Op til 120 fanger blev indkvarteret i et værelse på cirka 40 m². De fleste sov på halm på gulvene. De hygiejniske forhold i lejren var forfærdelige og førte til udbredelse af sygdomme og skadedyr. Ernæringen var lige så mangelfuld og mange blev mishandlet og tortureret.
Lejren blev lukket den 16. december 1944, efter at Friservolden blev opgivet. I lejrens korte tid døde cirka 300 fanger. På grund af den høje dødelighed omtalte fangerne den som en dødslejr. Kz-lejrens kommandør Hans Hermann Griem flygtede og døde 1971 i Hamborg-Bergedorf uden at være straffet for sine forbrydelser. Ofrene blev begravet i ni massegrave. På byens kirkegård er der opsat mindekors og -tavler over de døde, og der er på stedet oprettet museet KZ-Gedenk- und Begegnungsstätte Ladelund, der er et af de ældste af sin slags i Tyskland.

## Eksterne links
- Wikimedia Commons har flere filer relateret til Ladelund koncentrationslejr
- Mindested kz-lejr Ladelund (tysk)
- Virtuelt Museum: Skitse over kz-lejren Arkiveret 6. februar 2022 hos  Wayback Machine

54°51′N 9°1′Ø / 54.850°N 9.017°Ø